# Апт
Апт (фр. Apt) је насељено место у Француској у региону Прованса-Алпи-Азурна обала, у департману Воклиз.
По подацима из 2006. године број становника у месту је био 11.229, а густина насељености је износила 252 становника/km².

## Демографија
| 1962. | 1968. | 1975.  | 1982.  | 1990.  | 2006.  | 2011.  |
| ----- | ----- | ------ | ------ | ------ | ------ | ------ |
| 7.466 | 9.623 | 11.288 | 11.496 | 11.506 | 11.229 | 12.117 |